# マクテシム・アガン
アダマ・アグリカルチュラル・ソリューションズ（英語: ADAMA Agricultural Solutions）は、イスラエル・テルアビブに本拠を置く世界的大手農薬メーカー、2014年の社名変更以前までに使用されていた「マクテシム・アガン（Makhteshim Agan）の名称でも知られる。特にジェネリック（特許期限切れ）農薬の最大手として知られる。
1997年にいずれも農薬メーカーであるマクテシムとアガンが合併し誕生した。イスラエル国内のほかヨーロッパや南米に工場を持ち、世界的販売網を有する。農薬のほかには香料などのファインケミカルを生産している。日本法人はマクテシム・アガン・ジャパン株式会社。
マクテシムは1952年に、アガンは1945年に、いずれも農薬メーカーとして創業された。1973年、両社は外国での販売のため協力関係を結び、世界的な販売に乗り出した。1997年合併。2011年、マクテシム・アガンの株式の60%を取得した中国の国策化学企業、中国化工集団（ケムチャイナ）の傘下に入り、テルアビブ証券取引所の上場廃止。その後、2018年深圳取引所へ上場。